# Robert Fripp
Robert Fripp (16 de maio de 1946) é um músico, compositor e produtor musical, mais conhecido por ser o guitarrista, fundador e mais antigo membro da banda de rock progressivo King Crimson.
Trabalhou com músicos como Brian Eno, Andy Summers, Peter Gabriel, David Bowie e David Sylvian. Foi considerado o 62º melhor guitarrista de todos os tempos pela revista norte-americana Rolling Stone.

## Biografia

### Primeiros contatos com a música
Fripp começou a tocar violão aos 11 anos, com uma Manguin Frere, passando para guitarra apenas aos 14, com uma Hofner President. Ele teve aulas de teoria musical com uma professora de piano, o que lhe deu alguma base para um ano depois ter aulas com Don Strike, um bom guitarrista do estilo dos anos 30.
Em nenhum momento Robert se prendeu a algum estilo musical, nunca cultivou ídolos, chegando a dizer que Jimi Hendrix nunca foi um guitarrista; foi apenas um músico que tinha algo a dizer e conseguiu, chegando a duvidar se o mesmo se interessava tanto pelo instrumento de trabalho[carece de fontes?]. Outro alvo do guitarrista inglês foi Eric Clapton, sobre o qual mencionou que foi um guitarrista meramente banal, que lançou algo interessante e se perdeu com o tempo ( declarações à revista Guitar Player de 1974, que foram  resposta a rumores destes dois terem sido as suas grandes influências)[carece de fontes?]. Robert desenvolveu um estilo único sem se prender ao mainstream, o que lhe gerou alguma antipatia com parte do público, apesar de gozar de extrema reputação no meio especializado.[carece de fontes?]

## Carreira musical
O trabalho profissional de Fripp começou em 1967, com uma banda formada por Peter Giles e Michael Giles. Sem sucesso, eles se prepararam para formar com Greg Lake, Peter Sinfeld e Ian McDonald o King Crimson, lançando, em 1969, o debutante álbum In the Court of the Crimson King. Com moderado sucesso, apesar da inovação a qual o álbum trazia para o rock da época, a banda lança, logo depois, o disco In the Wake of Poseidon. Já sem Ian Mcdonald, que havia deixado a banda após o primeiro disco, o King Crimson partiria para uma imensa troca de integrantes, permanecendo Robert Fripp como o único remanescente entre todas as formações, apesar do mesmo não se considerar o líder da banda.
Além do King Crimson, Fripp trabalhou com diversos artistas durante os anos, apenas citando Brian Eno, Peter Gabriel, David Bowie, David Sylvian, Andy Summers, Blondie, Talking Heads e G3. Sua estadia no G3 foi marcada pela rejeição do público jovem, que não absorvia seu estilo experimental de tocar guitarra.
Fripp reformulou o King Crimson em 2014 para o que pode ser a última encarnação do grupo. Um novo disco foi gravado e uma turnê aconteceu nos Estados Unidos. Após grande comoção dos fãs pela internet, a banda fará uma nova turnê em setembro de 2015 pela Europa.

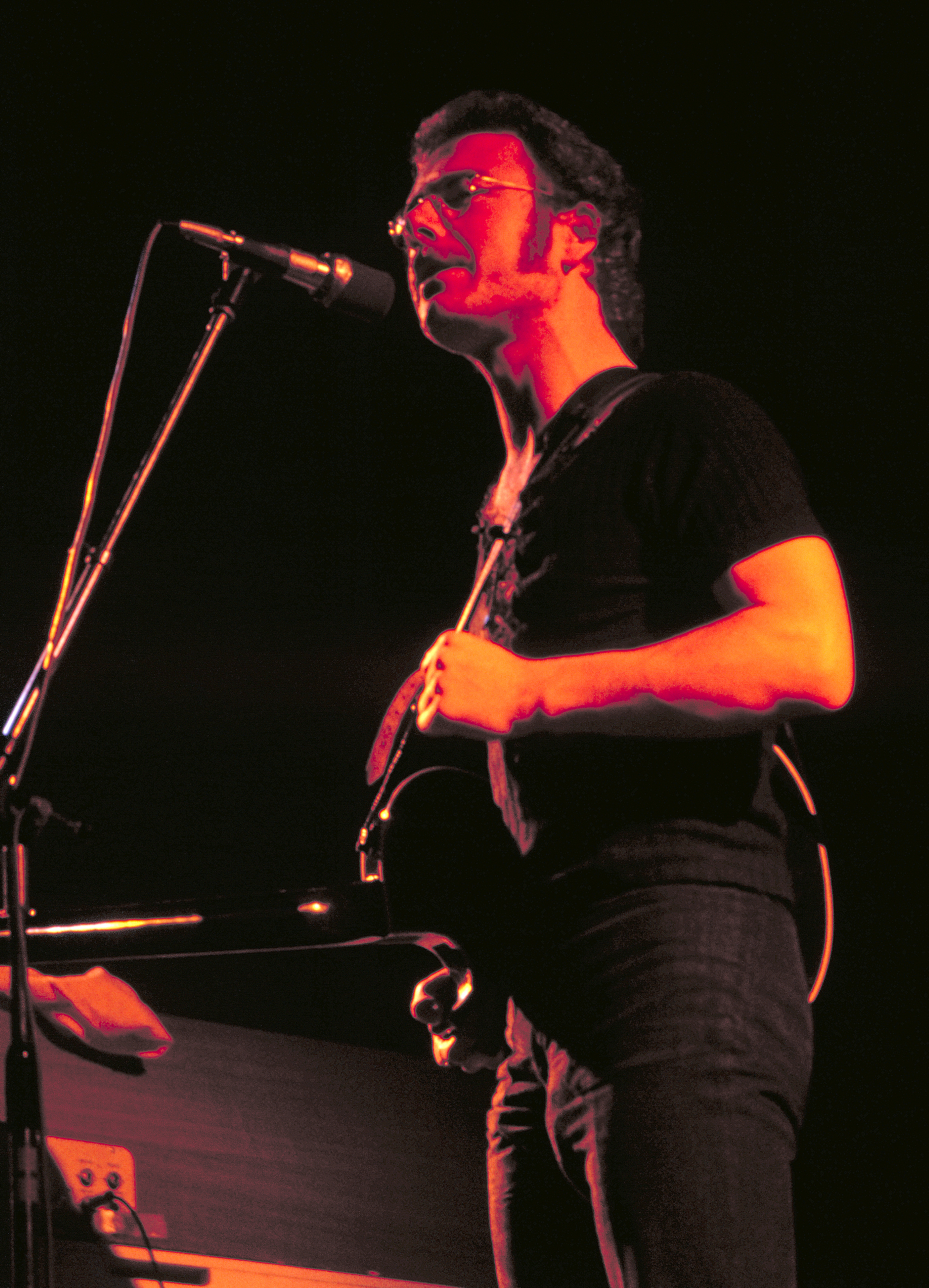
Robert em concerto com o King Crimson, 1974

## Discografia
- 1968 The Cheerful Insanity of Giles, Giles, and Fripp
- 1973 No Pussyfooting (com Brian Eno)
- 1975 Evening Star (com Brian Eno)
- 1979 Exposure
- 1981 God Save the Queen/Under Heavy Manners
- 1981 The League of Gentlemen (com a League of Gentlemen)
- 1981 Let the Power Fall: An Album of Frippertronics
- 1982 I Advance Masked (com Andy Summers)
- 1984 Bewitched (com Andy Summers)
- 1985 Network
- 1985 God Save the King (com a League of Gentlemen)
- 1986 The League of Crafty Guitarists Live
- 1986 The Lady or the Tiger (com Toyah Willcox)
- 1993 The First Day (com David Sylvian)
- 1993 Kings
- 1994 The Bridge Between (com o California Guitar Trio)
- 1994 1999 Soundscapes: Live in Argentina
- 1994 Damage (com David Sylvian)
- 1995 Intergalactic Boogie Express: Live in Europe...
- 1995 A Blessing of Tears: 1995 Soundscapes, Vol. 2 (ao vivo)
- 1995 Radiophonics: 1995 Soundscapes, Vol. 1 (ao vivo)
- 1996 That Which Passes: 1995 Soundscapes, Vol. 3 (ao vivo)
- 1996  Thrang Thrang Gozinbulx   (com a League of Gentlemen)
- 1997 November Suite: 1996 Soundscapes - Live at Green Park Station
- 1997 Pie Jesu
- 1998 The Gates of Paradise
- 1998 Lightness: Music for the Marble Palace
- 1999 The Repercussions of Angelic Behavior (com Bill Rieflin e Trey Gunn)
- 2002 Pawn Shop Prize (com Uncle Porky Can't Get No Taller)
- 2004 The Equatorial Stars (com Brian Eno)